# Henkosanol
Jenkosanol (henkosan-1-ol) je nasycený mastný alkohol s nerozvětveným řetězcem obsahujícím 21 atomů uhlíku. Používá se jako tenzid a jako mazivo.

## Výskyt
Henikosanol se vyskytuje, jako součást vosků, v mnoha rostlinách, jako jsou rajče jedlé a pekingské zelí.
Henkosanol je také jednou ze složek kravské moči.